# امامزاده پنجه شاه
امامزاده پنجه شاه واقع در شهرستان کاشان در استان اصفهان  از سده‌های نخست اسلامی محل زیارتی مهمی بوده است. این بنا از زمان‌های کهن از تحصن گاه‌های مطمئن بوده است و چنانچه مجرمی به این محل پناهنده می‌شد، هیچ‌کس جرات نمی‌کرد او را به زور از این مکان بیرون بیاورد. تاریخ بنای این بنا به دوران سلجوقی باز می‌گردد، ولی بیشتر تزئینات داخل آن در دوران قاجار صورت گرفته است. این بنا که گفته می‌شود مکان دفن  هارون  از فرزندان امام موسی کاظم است، دارای گنبدی مخروطی شکل با صحن و بارگاه و ایوان و رواق‌های متعدد و یک ضریح بزرگ از نقره و طلا  است.
در بالای دریچهٔ ضریح کتیبه‌ای از نقره نصب شده و این بیت به خط نستعلیق بر آن درج شده است:
| مدفون چه گوهریست در این مرقد شریف |  | هارون که نور دیدهٔ موسی ابن جعفر است |

مناره‌ای که در کنار سردر شمال صحن قدیم امامزاده است تنها بخش بازمانده از دوران سلجوقی است، هر چند که هنگام مرمت اخیر نمای اولیهٔ آن نیز تغییر یافته است. ایوان جلوی آرامگاه با آینه‌کاری و نقاشی نیمهٔ نخست سدهٔ گذشته تزئین شده است. سردر آرامگاه، کتیبه‌ای از سنگ مرمر دارد که در آن قصیده‌ای در ستایش امامزادگان دفن شده در آن بقعه کنده کاری شده است.
دربارهٔ نامگذاری بنای این امامزاده گفته می‌شود که پس از رویداد کربلا گروهی از سربازان سپاه یزید دست بریده شدهٔ ابوالفضل را به نشانهٔ پیروزی به بارگاه یزید می‌برده‌اند که با حملهٔ مردم کاشان رو به رو می‌شوند. یزیدیان فرار می‌کنند و مردم دست بریده را به این مکان می‌آورند و به خاک می‌سپارند. مجسمهٔ یک دست آدم به نشانهٔ دست بریدهٔ خاکسپاری شده در این مکان پشت شیشه گذاشته شده است.
در بقعه علاوه بر گورهای امامزادگان، گورهای قدیمی دیگر نیز دیده می‌شود؛ از جمله دو گور برجسته در دو سوی رواق شمالی مرقد که گفته می‌شود یکی از آنها محل خاکسپاری سرهای چند تن از شهدا و دیگری گور صفیه خاتون دختر مالک اشتر است.